# Samsan-myeon, Yeosu
Samsan-myeon (koreanska: 삼산면) är en socken i stadskommunen Yeosu i provinsen Södra Jeolla, i den södra delen av Sydkorea, 395 km söder om huvudstaden Seoul. Socknen består av en utspridd arkipelag med åtta bebodda öar och 120 obebodda öar.
Socknens administration ligger på ön Godo som tillsammans med två större öar, Seodo och Dongdo bildar ögruppen Geomundo. Från Geomundo till fastlandet är det 42 km, till centrala Yeosu är det 83 km. 